# Удлинённая пятискатная прямая биротонда
Удлинённая пятиска́тная пряма́я бирото́нда — один из многогранников Джонсона (J42, по Залгаллеру — М9+П10+М9).
Составлена из 42 граней: 20 правильных треугольников, 10 квадратов и 12 правильных пятиугольников. Среди пятиугольных граней 2 окружены пятью треугольными, остальные 10 — квадратной и четырьмя треугольными; среди квадратных граней 5 окружены двумя пятиугольными и двумя квадратными, другие 5 — двумя квадратными и двумя треугольными; среди треугольных граней 10 окружены тремя пятиугольными, другие 10 — двумя пятиугольными и квадратной.
Имеет 80 рёбер одинаковой длины. 10 рёбер располагаются между пятиугольной и квадратной гранями, 50 рёбер — между пятиугольной и треугольной, 10 рёбер — между двумя квадратными, остальные 10 — между квадратной и треугольной.
У удлинённой пятискатной прямой биротонды 40 вершин. В 20 вершинах сходятся две пятиугольных и две треугольных грани, в других 20 — пятиугольная, две квадратных и треугольная.
Удлинённую пятискатную прямую биротонду можно получить из двух пятискатных ротонд (J6) и правильной десятиугольной призмы, все рёбра у которой равны, — приложив десятиугольные грани ротонд к основаниям призмы так, чтобы параллельные десятиугольным пятиугольные грани ротонд оказались повёрнуты одинаково.

## Метрические характеристики
Если удлинённая пятискатная прямая биротонда имеет ребро длины {\displaystyle a}, её площадь поверхности и объём выражаются как
{\displaystyle S=\left(10+5{\sqrt {3}}+3{\sqrt {25+10{\sqrt {5}}}}\right)a^{2}\approx 39{,}3059828a^{2},}
{\displaystyle V={\frac {1}{6}}\left(45+17{\sqrt {5}}+15{\sqrt {5+2{\sqrt {5}}}}\right)a^{3}\approx 21{,}5297348a^{3}.}